# اسکاتس ولی (کالیفرنیا)
اسکاتس ولی (به انگلیسی: Scotts Valley) شهری در شهرستان سانتا کروز، کالیفرنیا ایالت کالیفرنیا است که در سرشماری سال ۲۰۱۰ میلادی، ۱۱۵۸۰ نفر جمعیت داشته است.